# Chinon
Chinon je naselje in občina v osrednji francoski regiji Center, podprefektura departmaja Indre-et-Loire. Leta 2009 je naselje imelo 7.986 prebivalcev. Chinon je v zadnjem času poznan po pridelavi vina na osnovi Cabernet franca.

## Geografija
Kraj leži v francoski pokrajini Touraine v dolini reke Vienne, na njenih bregovih, 47 km jugozahodno od Toursa.

## Uprava
Chinon je sedež istoimenskega kantona, v katerega so poleg njegove vključene še občine Avoine, Beaumont-en-Véron, Candes-Saint-Martin, Cinais, Couziers, Huismes, Lerné, Marçay, Rivière, La Roche-Clermault, Saint-Germain-sur-Vienne, Savigny-en-Véron, Seuilly in Thizay z 19.558 prebivalci.
Naselje je prav tako sedež okrožja, v katerem se nahajajo kantoni Azay-le-Rideau, Bourgueil, Chinon, L'Île-Bouchard, Langeais, Richelieu in Sainte-Maure-de-Touraine s 84.022 prebivalci.

## Zgodovina
Pomembnost Chinona izhaja iz njegove lege na bregovih reke Vienne tik preden se le-ta izliva v reko Loaro.
Ozemlje je bilo uporabljeno že v rimskem obdobju za galo-rimski castrum, ki je dominiral nad krajem. Proti koncu 4. stoletja je bil na vzhodnem pobočju kraja zgrajen puščavnikov dom, kasneje pa še samostan z veliko in zelo okrašeno cerkvijo. Vse to je bilo močno poškodovano med verskimi vojnami v 16. stoletju, posledično zaprt in delno uničen med francosko revolucijo. 
Vrh kraja je bil utrjen kot oporišče bloiškega grofa Teobalda I. v letu 954. V 12. stoletju je bil Chinon, takrat v anžujskemu kraljestvu, prva rezidenca angleškega kralja anžuvinca Henrika II. in skupaj s Poitiersom ter Bordeauxom služil kot eno ključnih južnih prestolnic obsežnih anžuvinskih posesti. Henrik je bil odgovoren za izgradnjo skoraj celotnega masivnega gradu, v katerem je tudi umrl po porazu proti njegovima sinovoma in francoskemu kralju Filipu Avgustu. Henrik, njegova žena Eleonora Akvitanska in sin Rihard Levjesrčni so pokopani v bližnjem samostanu Fontevraud.
V grajskem stolpu so bili v času krvave ukinitve Reda Templarjev (1307) zaprti njihovi vitezi.
V zgodnjem 15. stoletju je bil grad rezidenca francoskega prestolonaslednika Karla VII. 8. marca 1429 je na grad prispela Ivana Orleanska in začela s pohodom za osvoboditev Francije izpod Anglije. Prav tukaj je spretno priznala Karla kot dauphina pred njegovimi dvorjani, s čimer je pripomogla k njegovi razglasitvi za kralja in postavitvi vojske na noge za osvoboditev Francije.
Leta 1562 je grad postal last hugenotov, pod Henrikom IV. pa spremenjen v državno ječo. Kasneje je bil opuščen vse do francoske revolucije, ko so ga leta 1793 začasno zasedli Vendejski uporniki. Kmalu zatem je bil zopet prepuščen propadanju, dokler ga ni francoski cesar Napoleon III. začel prenavljati.

## Zanimivosti
Chinon je na seznamu francoskih umetnostno-zgodovinskih mest.
- kapela sv. Radegunge, del samostana iz 6. stoletja,
- grad
  - trdnjava Coudray,
  - stolpi (tour d'Argenton, des Chiens, de l'Echauguette, du Moulin, du Boisy,
  - château du milieu,
- Muzej Ivane Orleanske,

## Pobratena mesta
- Hofheim am Taunus (Hessen),
- Tenkodogo,
- Tiverton (Anglija).